# Kloster des Heiligen Makarios

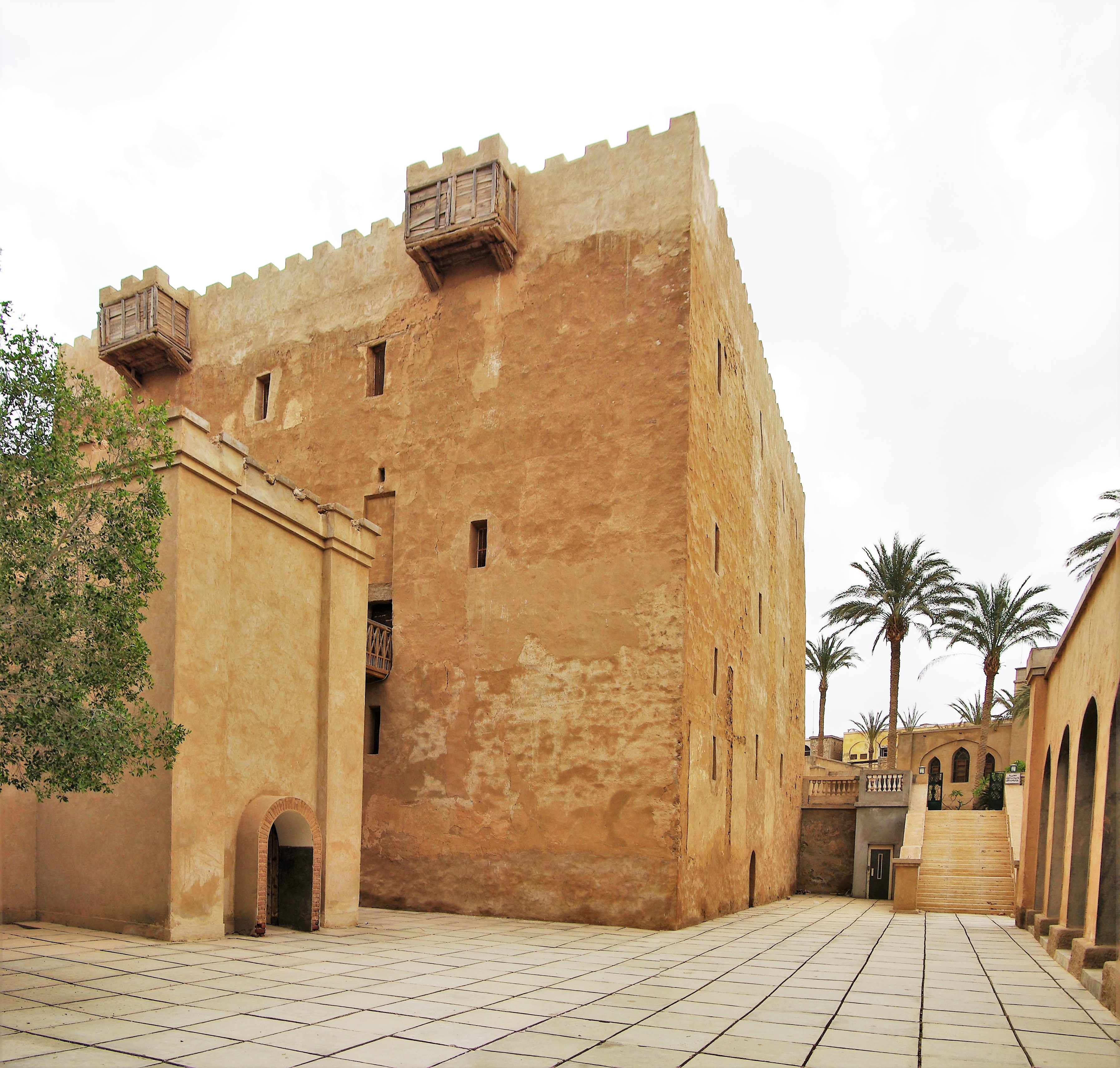
Schutzturm

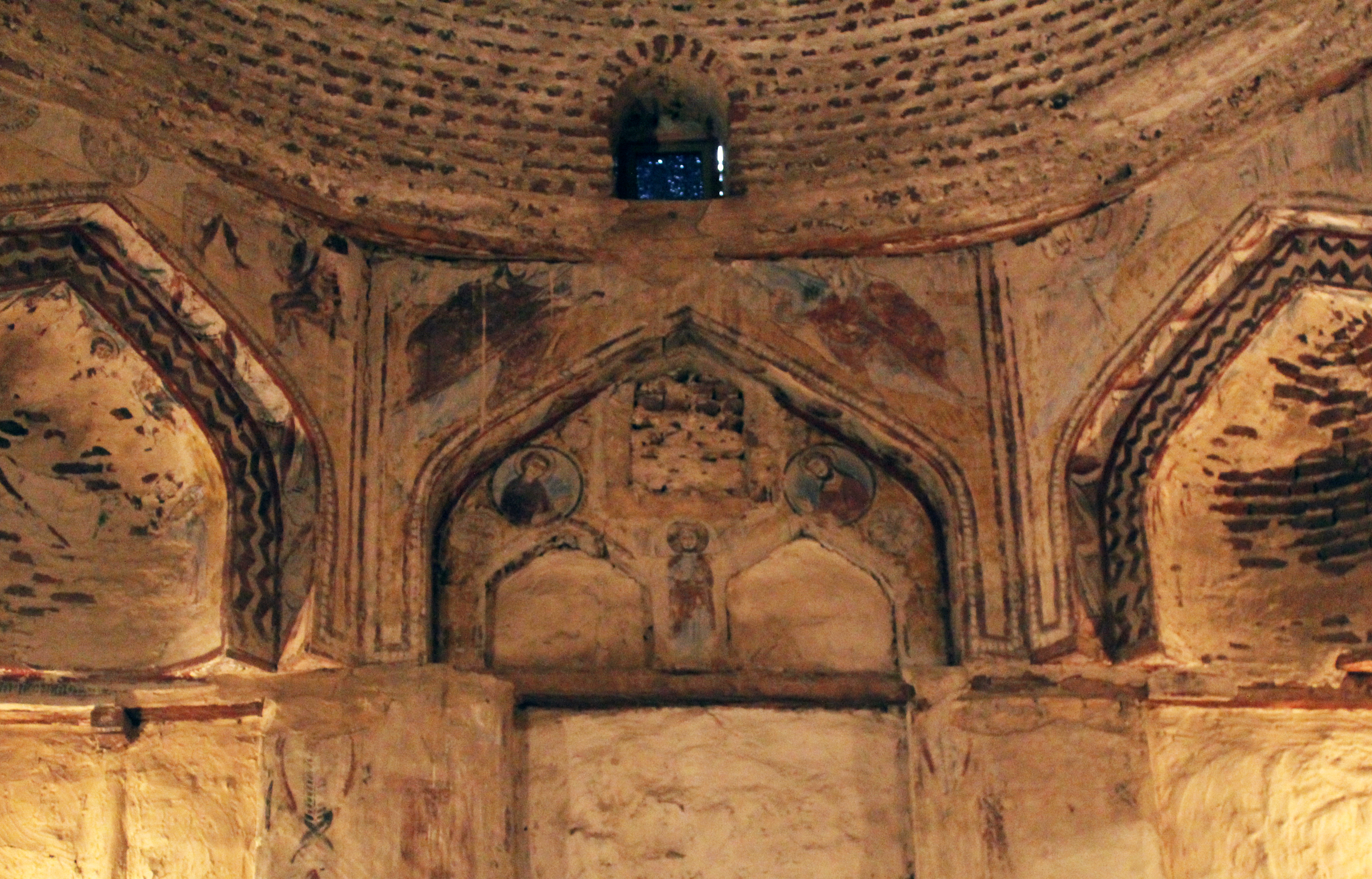
Makarioskirche, Innenraum: Fresken in der Kapelle Johannes des Täufers

Das Kloster des Heiligen Makarios (arabisch دير الأنبا مقار) ist ein koptisch-orthodoxes Kloster in der Sketischen Wüste, Gouvernement al-Buhaira, etwa 92 km nordwestlich von Kairo, an der Autobahn zwischen Kairo und Alexandria.

## Frühgeschichte
Das Kloster wurde um 360 n. Chr. von dem Eremiten Makarios der Ägypter gegründet. Seit der Gründung bis heute ist das Kloster ununterbrochen von Mönchen bewohnt. Zunächst baute die Mönchsgemeinschaft eine kleine Kirche und einige Zellen; in einem Schutzturm überlebten einige Mönche mehrere schwere Überfälle im Verlauf des 5. Jahrhunderts. 49 andere starben, sie werden als Märtyrer verehrt. Patriarch Theodosios I. von Alexandria fand 551 im Makarioskloster Aufnahme, nachdem er aus Alexandria verwiesen worden war. Daraufhin nahm das Kloster eine Sonderstellung ein; insgesamt 29 Mönche des Makariosklosters wurden später zu Patriarchen. Mehrere Heilige und frühe Kirchenväter der Koptisch-orthodoxen Kirche waren Mönche im Kloster des Heiligen Makarios, wie zum Beispiel Makarios von Alexandria, Johannes der Zwerg, Paphnutius der Asket, Isidor, Arsenius der Große, Moses der Äthiopier, Poimen, Serapion von Thmuis und viele andere.

## Beschreibung der Klosteranlage
Die Klosteranlage, zu der ein landwirtschaftlicher Großbetrieb mit über 5 ha Land, ehemals Wüste, gehört, ist fast vollständig neu errichtet worden. Zeugen der Vergangenheit sind drei Kirchen im unteren Hof und der quadratische Schutzturm. Letzterer wird über eine Zugbrücke betreten, besitzt drei Ebenen mit mehreren Kapellen, darin Ikonen und Fresken. Unter den Kirchen ist die des Heiligen Makarios die wichtigste. Der Vorgängerbau wurde 650 durch Patriarch Benjamin I. geweiht. Sie besitzt eine Ikonostase mit Schnitzwerk des 5. und 6. Jahrhunderts. Die beiden anderen Kirchen wurden dem Apa Ischiron und den 49 Märtyrern geweiht.
Das Kloster des Heiligen Makarios des Großen besitzt die Reliquien zahlreicher Heiligen, wie die der 49 Märtyrer von Scetes.

## Moderne Geschichte

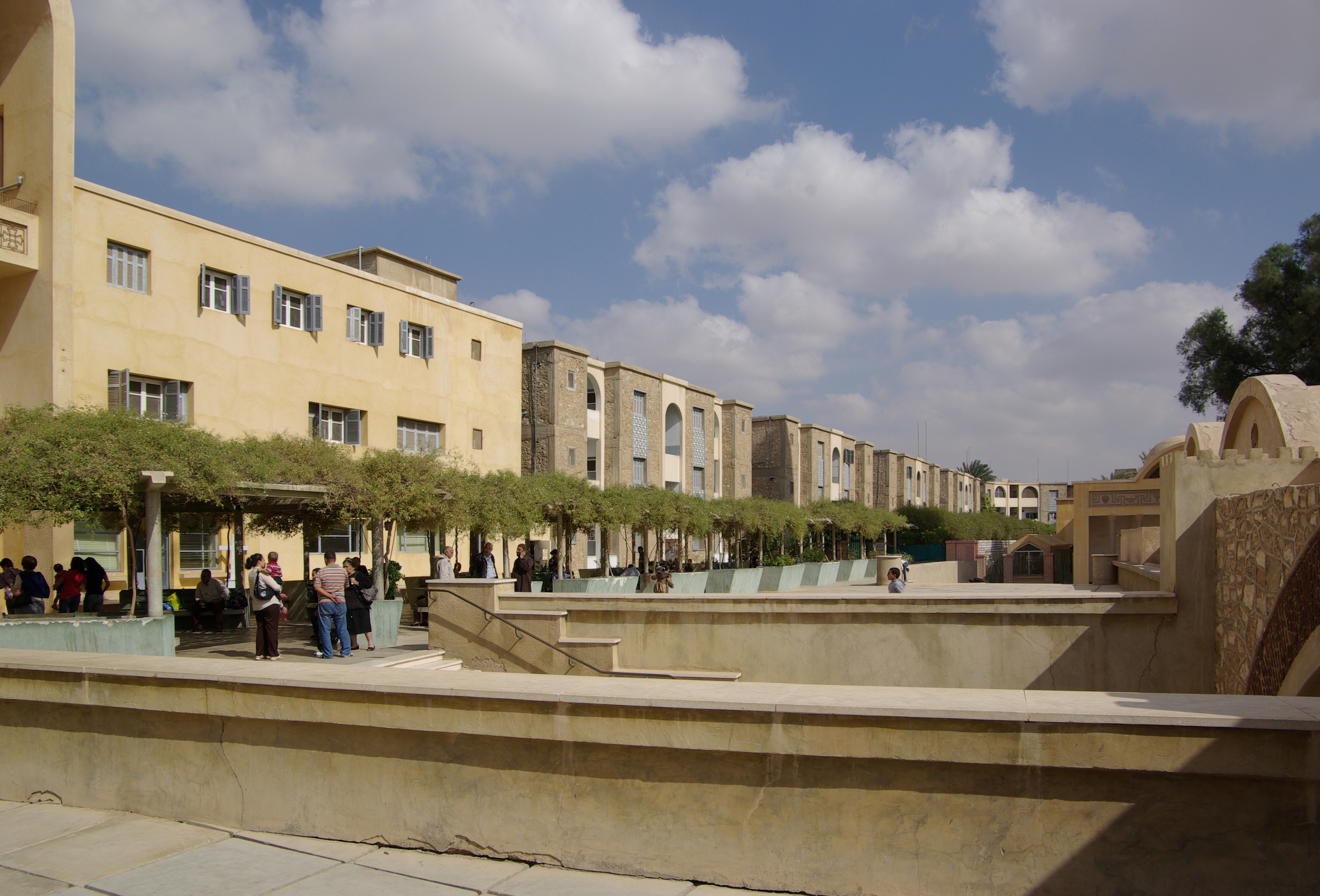
Mönchszellen

Im Jahr 1969 begann im Kloster eine Ära der Restauration, sowohl geistig als auch architektonisch, mit der Ankunft von zwölf Mönchen unter der geistlichen Leitung von Pater Matta al-Maskin. Diese Mönche hatten die letzten zehn Jahre in einem von der Welt völlig isolierten Zusammenleben in den Wüstenhöhlen von Wadi El Rayyan, etwa 50 Kilometer südlich von Fayyum, verbracht.
Papst Kirellos VI. wies diese Gruppe von Mönchen an, das Wadi El Rayyan zu verlassen und das Kloster des Heiligen Makarios des Großen wiederherzustellen. Zu dieser Zeit lebten nur sechs alte Mönche im Kloster und seine historischen Gebäude waren am Rande des Zusammenbruchs. Die neuen Mönche wurden durch den Abt des Klosters, Bischof Michael, Metropolit von Asyut, aufgenommen.

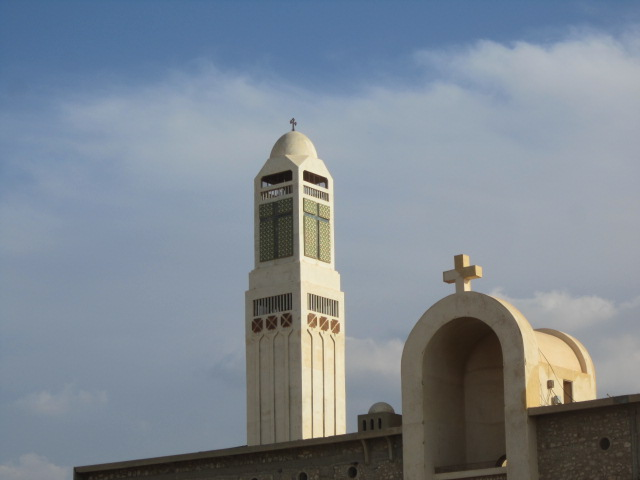
Kloster des Heiligen Makarios, Ägypten

Unter Papst Schenuda III., der selbst um die Wiederherstellung des Klosters des Heiligen Pishoy und des Paromeosklosters bemüht war, zählt nun die monastische Gemeinschaft etwa hundert Mönche. Als Matta al-Maskin 2006 starb, unterstellte Schenuda III. das Kloster direkt seiner Jurisdiktion. Erst mit dem Amtsantritt von Papst Tawadros II. konnte ein neuer Abt des Makariosklosters gewählt werden.
Am 3. Februar 2013 wurde Anba Epiphanius, ein persönlicher Schüler von Matta al-Maskin, von den Mönchen zum Abt gewählt; einen Monat später empfing er auch die Bischofsweihe. Er war ökumenisch engagiert und pflegte sehr gute Beziehungen zu Klöstern der römisch-katholischen Kirche, darunter die Abtei Chevetogne in Belgien, die Abtei Solesmes in Frankreich, Deir El Harf im Libanon, der deutschen Abtei Münsterschwarzach und einem Kloster in England. Anba Epiphanius war auch als Wissenschaftler bekannt; er betreute die Klosterbibliothek, die wertvolle historische Manuskripte besitzt, und edierte mehrere Schriften.
Am 29. Juli 2018 wurde Anba Epiphanius im Kloster tot aufgefunden. Die beiden Mönche Wael Saad und Raymond Rasmi Mansour wurden verhaftet, von denen Saad nach Angaben der ägyptischen Behörden gestand, den Abt mit einem 90 cm langen Stahlrohr auf den Kopf geschlagen zu haben, während Mansour Wache gestanden habe. Als Grund wurden zunächst „Meinungsverschiedenheiten“ genannt. Mansour fiel den Ermittlern dadurch auf, dass er zwei Selbstmordversuche unternahm. Nach Angaben der ägyptischen Justiz ergaben die Ermittlungen, „dass es zwischen dem Abt und den beiden Tätern einen Streit gegeben hatte, dem finanzielle Gründe und mehrere Verstöße der Mönche gegen die Ordensregeln zugrunde lagen. Einer der beiden Mönche war im Rahmen eines langen kanonischen Prozesses von der Ordensgemeinschaft ausgeschlossen worden.“ Saad und Mansour zogen ihre Geständnisse wieder zurück, da sie diese nur unter starkem Druck abgelegt hätten. Sie erklärten sich für unschuldig.
Ägyptische Medien berichteten, im Kloster habe es eine Whatsapp-Gruppe gegeben, in der Mönche die theologische Linie ihrer Kirche kritisiert hätten. Es war bekannt, dass die Klostergemeinschaft schon seit Jahren in eine progressive Gruppe und eine konservative Gruppe, die in puristischer Weise zu den Idealen der frühen Wüstenmönche zurück wollte, gespalten war. Papst Tawadros II. verhängte Disziplinarmaßnahmen: So durften ein Jahr lang keine Novizen angenommen werden, und die Mönche mussten ihre Social-Media-Accounts schließen.
Saad und Mansour wurden im April 2019 zum Tode verurteilt. Die koptische Kirche bedauerte die Todesurteile. Bischof Agathon von Maghagha rief zum Gebet für die Verurteilten auf.

## Andere Klöster der nitrischen Wüste
- Kloster des hl. Bischoi
- Das syrische Kloster
- Paromeoskloster